# Alpsko predgorje (Mađarska)
Alpsko predgorje (slo. Alpsko predgorje, mađ. Alpokalja, nje. Alpen-Vorgebirge, Alpenostrand). Mađarsko ime u doslovnom značenju je "podnožje Alpa". To je ravnjak visok 300–500 metara. Jedna je od mađarskih zemljopisnih mezoregija. Na mjestu gdje se dodiruju Alpsko predgorje i Kisalföld nalazi se grad Sambotel. Ostali važniji gradovi su Kiseg, Šopron i Kirmied. Mezoregija se prostire u Željeznoj i Jursko-mošonjsko-šopronskoj županiji.